# 李従厚
李 従厚（り じゅうこう）は、五代後唐の第3代皇帝。明宗李嗣源の三男。諡は閔帝。皇帝であったことから廃され、最終的には殺された。

## 生涯
長興元年（930年）に宋王に封じられ、鄴都へと移っている。
従厚は3男であり、本来ならば後継者は望めなかった。しかし、長兄の李従璟は早世し、次兄の李従栄は長興4年（933年）、父帝の明宗が重病に倒れた際、宮中クーデターを起こして失敗し、明宗の兵によって処刑された。このクーデターの直後に父帝も崩御したため、即位した。
閔帝は闇弱であり、軍の大権は枢密使の安思誨や朱弘昭らによって掌握されるに至った。この状況に対し、明宗の養子である李従珂が鳳翔で挙兵すると、その軍勢に対抗する手段を講ずることができず、洛陽を脱出して衛州に逃れた。
その後、李従珂から鄂王に封じられたが、結局李従珂によって殺害された。

## 宗室

### 后妃
- 哀皇后孔氏

### 男子
- 李重哲
- 他3人

1. ↑  陳 1986, p. 122.
2. ↑  陳 1986, p. 123.